# Štefan Šebesta
Štefan Šebesta (2. dubna 1912 Myjava – 10. dubna 1994 Bratislava) byl slovenský a československý politik Komunistické strany Slovenska, poúnorový poslanec Slovenské národní rady a Národního shromáždění ČSR a ministr vlády Slovenské socialistické republiky.

## Biografie
Ve volbách roku 1948 byl zvolen do Slovenské národní rady. Mandát v SNR získal i ve volbách roku 1954. Zároveň ve volbách roku 1954 byl zvolen za KSS do Národního shromáždění ve volebním obvodu Myjava-Senica. V parlamentu setrval až do konce funkčního období, tedy do voleb roku 1960.
Od roku 1949 do roku 1951 zastával post místopředsedy Krajského národního výboru v Bratislavě a v období let 1951-1954 prvním náměstkem pověřence stavebnictví. Od roku 1954 do roku 1958 pak působil ve funkci místopředsedy Sboru pověřenců. V této funkci předsedal od dubna 1957 zvláštní komisi vytvořené na účelem formulace návrhu na nový způsob řízení státních podniků na Slovensku. Komise svá zjištění prezentovala v říjnu 1957. Požadovala zřízení nových rezortů ve Sboru pověřenců, zaměřených na jednotlivá průmyslová odvětví a jednotné celoslovenské řízení provozu podniku Československé státní dráhy. Návrh ale neprošel v listopadu 1957 o jeden hlas na Předsednictvu ÚV KSS a komise byla následně rozpuštěna.
V letech 1953-1957 se uvádí jako člen Ústředního výboru Komunistické strany Slovenska (v roce 1955 a 1957 navíc i jako kandidát byra ÚV KSS). V letech 1954-1955 byl členem předsednictva KSS a v období let 1955-1957 kandidátem předsednictva KSS. V roce 1958 byl zbaven většiny politických funkcí kvůli obvinění z buržoazního nacionalismu. Jeho politický pád souvisel s výše uvedenou zprávou zvláštní komise o řízení státních podniků na Slovensku. V této době probíhalo na Slovensku několik podobných debat o změně systému hospodářského řízení a potažmo i o jiném nastavení pravomocí slovenských orgánů. V lednu 1958 ovšem Karol Bacílek spustil kampaň proti buržoaznímu nacionalismu a jmenovitě kritizoval Šebestu. Ten byl pak 13. ledna 1958 odvolán z postu místopředsedy Sboru pověřenců a vyloučen z komunistické strany.
Do politického života se vrátil po rehabilitaci koncem 60. let 20. století. Zúčastnil se Mimořádného sjezdu KSS v srpnu 1968.
Po federalizaci Československa získal i vládní post v slovenské vládě Štefana Sádovského a Petera Colotky, v níž v roce 1969 působil jako ministr dopravy, pošt a telekomunikací a od roku 1969 do roku 1970 coby ministr výstavby a techniky.